# Maria Hester Park
Maria Hester Park (née Reynolds ; 29 septembre 1760 – 7 juin 1813) est une compositrice britannique, pianiste et chanteuse. Elle est également une professeure de piano renommée, enseignant à de nombreux étudiants de la noblesse, notamment la Duchesse de Devonshire et ses filles.

## Biographie
Avant son mariage, Maria Hester Park donne quatre concerts bien reçus, principalement dans la région d'Oxford, sur piano et clavecin. Sa première apparition publique a lieu lorsqu'elle a vingt-deux ans, en tant que Maria Hester Reynolds, dans une série de concerts au Hanover Square Rooms avec un concerto pour clavecin. Elle joue un duo de Clementi avec Jane Mary Guest, le 29 avril 1783, un concerto à Willis's Rooms, en mars 1784 et se produit en tant que Mme Park (« précédemment Reynolds ») en mai 1791. Après son mariage à Londres en avril 1787 à Thomas Park, un graveur fait antiquaire et homme de lettres,, elle met fin à sa carrière en tant qu'interprète, même si elle remporte encore plus de gloire en tant que compositrice et professeur de piano. Son mariage semble avoir été heureux : plusieurs des poèmes d'amour écrits pour elle par son mari, existent toujours. Elle correspond avec Joseph Haydn, qui, le 22 octobre 1794, lui envoie une sonate de sa composition (Hob. XVI:51) et une lettre de remerciement en échange de deux de ses pièces. Elle meurt à Hampstead, à Londres, à l'âge de 53 ans, après de nombreuses années de mauvaise santé. Les Park ont cinq filles et un fils.

## Style
La renommée de Maria Hester Park lui vaut des éloges : elle était « très populaire dans les élégants salons du dix-huitième siècle en Angleterre » et qu'elle « fait sa vie en composant le genre de musique jouée par les héroïnes de Jane Austen ». Elle est décrite comme « l'une des plus prolifiques femmes compositeurs du XVIIIe siècle ». Ses œuvres sont variées, compétentes et professionnellement construites. L'aspect de ses sonates, selon Le Grove dictionary of women composers, est « varié et plein d'entrain ». Sa Sonate en ut, opus 7, est stylistiquement proche de Mozart, agréable à l'oreille, sans être trop difficile, tant pour l'artiste et l'auditeur. Les caractéristiques mozartiennes apparaissent dans sa Sonate en fa, opus 4 n° 1, qui inclut une ligne de basse d'Alberti constante qui forment les contours des accords et une autre mélodie avec l'ornementation. Il y a également beaucoup de schémas simples à base de gamme et d'arpèges et la majorité de ses pièces sont nettes, dépourvues du mélodrame des œuvres romantiques plus tardives. Les pièces qui survient s'étendent sur un quart de siècle.

## Œuvres
- Op. 1, Sonates pour clavecin/pianoforte, accompagnement de violon, 1785, dédié à la Comtesse de Uxbridge.
- Op. 2, 3 Sonates pour clavecin/pianoforte, c. 1790.
- Op. 3, A Set of Glees with the Dirge in Cymbeline, ?1790.
- Op. 4, 2 Sonates (n° 1 en fa majeur, n° 2 en fa majeur), clavecin/pianoforte, 1790.
- Op. 6, le Concerto en mi bémol majeur, pour clavecin/pianoforte et cordes ?1795.
- Op. 7, 1 Sonate en do majeur, pianoforte ?1796
- Op. 13, 2 Sonates pour pianoforte, accompagnement de violon, ?1801.
- Valse, pianoforte, ?1801
- Divertimento, pianoforte, accompagnement de violon, ?1811.

## Discographie
- Sonate en fa majeur, op. 4 no 1 ; Sonate en ut majeur, op. 7 - Betty Ann Miller, piano (26-29 mars 1996, Centaur Records 2320) (OCLC 823646700) — avec des œuvres pour piano de Marie Bigot et Fanny Mendelssohn.
- Sonate en fa majeur, op. 4 no 1 - Barbara Harbach, clavecin (1995, Gasparo Records 272) (OCLC 33810217) — dans Les Femmes Compositeurs au XVIIIe siècle : Musique pour clavecin, volume 1, avec des œuvres pour clavecin d'Elisabetta de Gambarini, Marianna von Auenbrugg et Marianne (Anna Katharina) von Martínez.
- Sonate Op.7 N°1 en Do Majeur sur pianoforte organisé de Merlin, par Catherine ZImmer ( A Bach&Abel Concert, ECL2401) https://www.l'encelade.net
- Concerto en mi bémol majeur ; Sonate en ut majeur, op. 7 - Barbara Harbach, clavecin Eric Herz de 1963 et un clavecin Willard Martin French de 1987 (1995, Gasparo Records 272) (OCLC 22671014) — dans Les Femmes Compositeurs au XVIIIe siècle : Musique pour clavecin, volume 2, avec des œuvres d'Elizabeth Turner et Cecilia Barthelemon.
- Haydn and the English Lady : Sonates op. 4 et 7, Valse - Patrick Hawkins, piano carré William Geib de 1831 (23-25 juin 2014, Novona Records NV 5981) (OCLC 896469197)

## Sources
- (en) Howard Chandler Robbins Landon, Haydn: Chronicle and Works, vol. 3 : Haydn in England, 1791-1795, Bloomington, Indiana University Press, 1976, 640 p. (ISBN 0-500-01164-8)
- (en) Julie Anne Sadie et Rhian Samuel, « Park (nee Reynolds), Maria Hester » dans  The Norton/Grove dictionary of women composers, WW Norton, 1995,  (ISBN 0393034879)
- (en) Raymond Tuttle, « Barbara Harbach, Hester Park and Other Women of Note » dans Fanfare 1996, [lire en ligne]
- (en) Olive Baldwin et Thelma Wilson, « Park [nee Reynolds], Maria Hester », dans L. Macy (éd.), The New Grove Dictionary of Music and Musicians, vol. 29, Londres, Macmillan, 2001, 2e éd., 25 000 p. (ISBN 9780195170672, lire en ligne)
- (en) Lise Karin Özgen, Maria Hester Park (1760–1813): the life and works of an unknown female composer, with an analysis of selected keyboard sonatas, thèse, Indiana University Press, 2002.
- (en) Martha F. Schleifer, From convent to concert hall: a guide to women composers,  Greenwood Press, 2003.
- (en) Susan Wollenberg et Simon McVeigh, Concert life in eighteenth-century Britain, Ashgate Publishing Ltd., 2004,  (ISBN 0-7546-3868-5).